# Coniferocoris pinicolus
Coniferocoris pinicolus är en insektsart som beskrevs av Schwartz och Schuh 1999. Coniferocoris pinicolus ingår i släktet Coniferocoris och familjen ängsskinnbaggar. Inga underarter finns listade i Catalogue of Life.